# Battaglia del grano

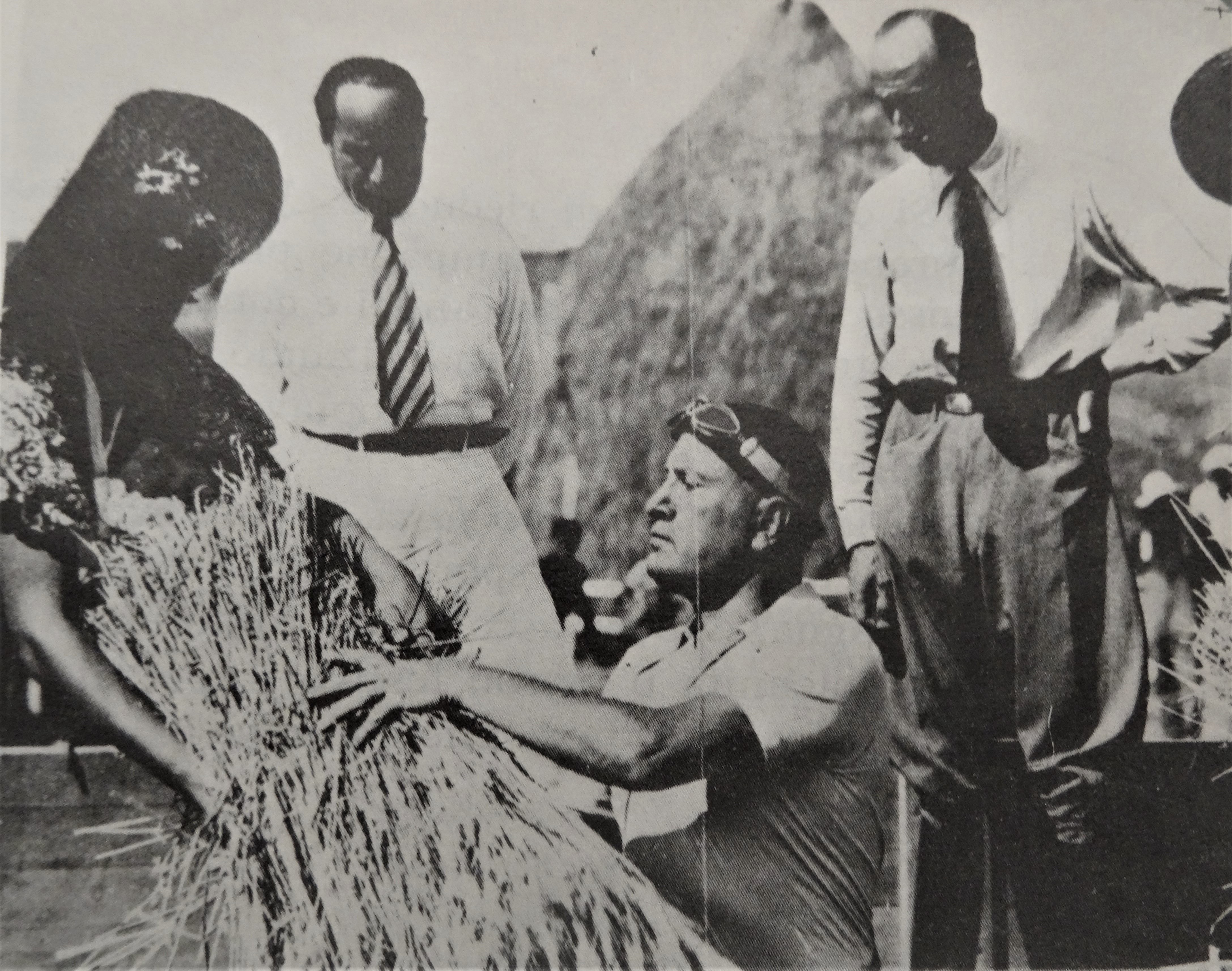
Benito Mussolini nella campagna di promozione della coltivazione del grano.

La battaglia del grano fu una campagna lanciata durante il regime fascista da Benito Mussolini, allo scopo di perseguire l'autosufficienza produttiva di frumento dell'Italia. La campagna ebbe successo nell'ottenere l'aumento della produzione nazionale di grano e nella conseguente diminuzione del disavanzo della bilancia commerciale. Riorientò la produzione agricola a scapito di colture a maggiore valore aggiunto e diversificate.

## Evoluzione della campagna

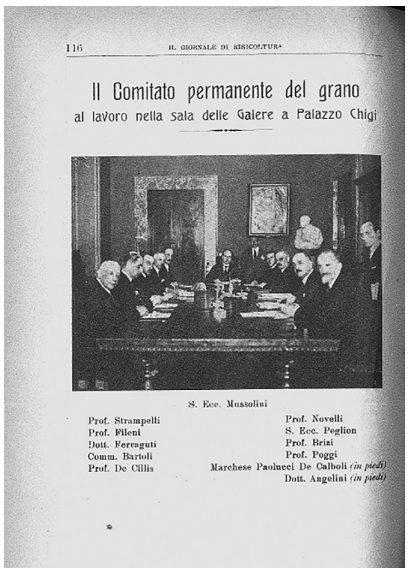
Nazareno Strampelli è seduto alla destra di Mussolini in una riunione del Comitato permanente per il grano.

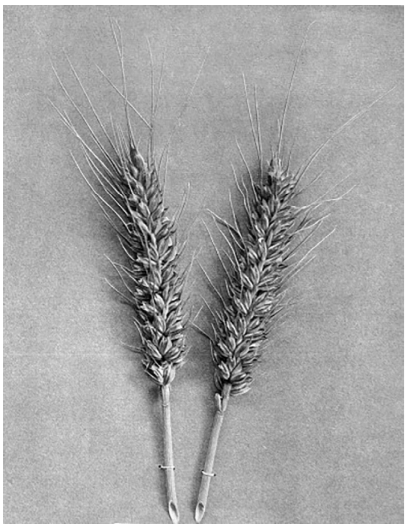
Il grano tenero Ardito, primo frumento a taglia bassa.

Nel 1925, l'Italia affrontava un crescente deficit nella bilancia commerciale a causa delle importazioni di grano, che costituivano il 15% del totale delle importazioni. Il governo Mussolini stava preparando un ri-orientamento della politica economica, volto al rientro della lira nel sistema dei pagamenti internazionali e ad un rafforzamento delle industrie avanzate.
Per ridurre questo passivo nella bilancia commerciale italiana, venne studiata la cosiddetta "Battaglia del grano", una campagna che aveva lo scopo di far raggiungere la completa autosufficienza dall'estero nella produzione di grano. La "battaglia" venne proclamata durante la seduta notturna della Camera dei deputati del 20 giugno 1925 e rappresentò un'anticipazione della politica autarchica inaugurata dal regime nel 1935.
Il 4 luglio venne costituito, con regio decreto, il Comitato permanente del grano. Questo era presieduto da Mussolini e ne facevano parte Giuseppe Belluzzo, ministro per l'economia nazionale, Alessandro Brizi, direttore generale dei servizi dell'agricoltura, Gino Cacciari, Enrico Fileni, Antonio Marozzi, in rappresentanza della Confederazione nazionale fascista degli agricoltori, Franco Angelini, Novello Novelli, Luigi Razza, rappresentanti della Federazione nazionale sindacati fascisti dell'agricoltura, e quindi Antonio Bartoli, Emanuele de Cillis e Nazareno Strampelli, uno dei più importanti esperti italiani di genetica dei cereali.
Durante la seduta d'insediamento, Mussolini tracciò le linee generali d'intervento, seguendo la falsariga degli studi di Arrigo Serpieri. Si indicava quindi come non strettamente necessario aumentare la superficie coltivata a grano e, soprattutto, di non togliere terreno ad altre colture, che potevano essere più redditizie e, in ogni caso, necessarie al complesso dell'economia nazionale. Veniva quindi considerata unanimemente adeguata la cifra di ettari raggiunta con le semine del 1924. L'intervento doveva quindi rivolgersi principalmente all'aumento del rendimento medio di grano per ettaro, in quanto un aumento medio anche modesto avrebbe dato risultati globali notevoli.
Il Comitato permanente del grano doveva perciò affrontare tre problemi principali: il problema della selezione dei semi; il problema dei concimi e dei perfezionamenti tecnici; e il problema dei prezzi.
Contemporaneamente alla seduta d'insediamento del Comitato, Serpieri stesso partecipò ad una riunione dell'Accademia dei Georgofili a Firenze, in cui esponeva le proprie idee in merito alla legge da poco approvata, augurandosi che essa producesse effetti positivi sui terreni dell'Italia meridionale, soprattutto sui latifondi. Questi costituivano uno dei problemi storici più grandi per il Sud; erano infatti coltivati essenzialmente a pascolo o ad agricoltura estensiva, con padroni non residenti e quindi poco inclini all'applicazione di migliorie, e perciò poco produttivi. Serpieri premeva per l'espropriazione dei latifondi da parte dello Stato e per la loro riassegnazione in piccoli lotti a contadini e braccianti, che avrebbe dato luogo a sviluppo qualitativo e quantitativo della produzione, oltreché benefici effetti sociali ed economici per il Mezzogiorno.
Mussolini si rivolse quindi a tutte le cattedre ambulanti sul territorio nazionale per avere un riscontro sulla situazione reale, ma soprattutto per coinvolgerle nella battaglia del grano. A parte alcune risposte compiacenti, ricevette risposte affermative, ma totalmente condizionate dal rispetto di determinati cambiamenti rispetto alla situazione del tempo.
In generale, il Nord Italia, che aveva già intrapreso la strada dell'agricoltura intensiva, richiedeva l'intervento pubblico in termini di migliori fertilizzanti e razionalizzazione delle colture, mentre il Sud, più arretrato ed ancora legato ai problemi del latifondo, richiedeva radicali interventi di trasformazione fondiaria.
(Benito Mussolini al teatro Costanzi, durante una premiazione di agricoltori, 11 ottobre 1925)
Sentiti i pareri delle varie cattedre ambulanti locali, il Comitato dette il via ai primi provvedimenti di legge:
- il regio decreto 1229 del 24 luglio 1925 (Gazzetta Ufficiale del Regno d'Italia n. 170 del 24 luglio 1925) ripristinò i dazi doganali della tariffa generale sul frumento, sui cereali minori e sui prodotti derivati;
- il regio decreto 1258 del 26 luglio (Gazzetta Ufficiale del Regno d'Italia n. 176 del 31 luglio 1925) approvò l'esenzione dal dazio doganale e dalla tassa di vendita per il petrolio destinato ai motori agricoli;
- il regio decreto 1314 del 29 luglio (Gazzetta Ufficiale del Regno d'Italia n. 183 dell'8 agosto 1925) era indirizzato alla produzione ed alla diffusione delle sementi elette, che costituivano uno dei fattori centrali su cui poggiò tutta l'impalcatura della battaglia del grano; grazie a questo decreto venne data vita a Rieti all'Associazione riproduttori sementi, dalla già esistente Associazione reatina sementi, ed altri sei stabilimenti simili in Sicilia, Sardegna, Calabria, Puglia, Basilicata e Toscana, che beneficiarono di un contributo fino al 50% per le strutture d'impianto.

Furono inoltre incrementati i finanziamenti per le cattedre ambulanti, aumentandone il numero soprattutto al Sud e affidando loro il compito di istituire campi dimostrativi di almeno un ettaro in ogni comune. Ciò al fine di aumentare la propaganda e la sperimentazione agraria. Ulteriori finanziamenti vennero poi concessi alle regie stazioni agrarie ed ai vari istituti agrari, mentre in ogni provincia venne istituita una commissione per la propaganda granaria. Vennero assunti alcuni provvedimenti per il credito agrario, rivolti ad incoraggiare dissodamenti e l'elettrocoltura, soprattutto per le aree a coltura estensiva del Sud e per quelle appena bonificate. Infine, un altro decreto introdusse i concorsi a premi tra gli agricoltori per la produzione frumentaria.
Le autorità fasciste, nell'intento di aumentare la produzione di frumento, arrivarono ad osteggiare apertamente coltivazioni di vegetali ritenuti "vili e minori". Tra questi, i broccoli, le cime di rapa, il farro, le lenticchie e le rape. Tentarono quindi in maniera sistematica di convincere i coltivatori a sostituirle con il grano. Un tentativo di convincere gli abitanti di Castelluccio di Norcia a coltivare la loro valle a grano al posto delle tradizionali lenticchie causò quasi un tumulto. L'esperimento fu accantonato dopo che una coltivazione di grano sperimentale si rivelò fallimentare a causa della particolare climatologia della valle.
Lo sviluppo della superficie coltivata venne portato avanti soprattutto grazie alla bonifica integrale realizzata su tutto il territorio nazionale, in particolar modo con la bonifica dell'Agro Pontino e della Maremma, ma in parte anche con la destinazione alla cerealicoltura di terreni prima destinati ad altre colture.

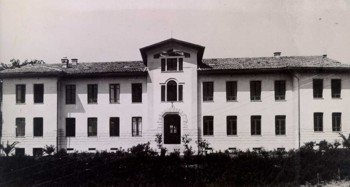
Istituto sperimentale di granicoltura “Nazareno Strampelli” di Rieti

L'aumento delle rese unitarie fu dovuto invece a:
- una scelta più accurata delle sementi, con un importante ruolo svolto dall'Istituto di Granicultura di Rieti, diretto da Nazzareno Strampelli. Nacque il concetto di "sementi elette", poi ripreso da un apposito Ente nazionale sementi elette;
- un maggiore ricorso a fertilizzanti, naturali e chimici, dove un ruolo importante fu assunto dalla Montecatini, ed alla meccanizzazione.

(Festa Campanile e Fittipaldi, Sintesi della battaglia del grano, 1931)
Una misura fondamentale fu l'introduzione del dazio sul grano importato e quindi il sostegno ai prezzi del prodotto nazionale. Questo favorì la diffusione della cerealicoltura anche in aree marginalmente idonee, come nelle regioni meridionali.
Inoltre la cultura agraria delle masse contadine fu affidata alle cattedre ambulanti di agricoltura, curate dalla Federconsorzi, la quale, attraverso i Consorzi Agrari provinciali, assunse un ruolo fondamentale nella distribuzione dei mezzi per l'agricoltura e per l'ammasso dei prodotti.
A partire dal 1927, però, il mercato mondiale fu caratterizzato da un crollo repentino dei prezzi ed il governo fu costretto, per continuare a seguire la propria linea economica basata sull'autarchia, a difendere il reddito degli agricoltori imponendo dazi protettivi all'importazione del grano.

## Conseguenze
Nel 1931, solo sei anni dopo il lancio della campagna, grazie alla "Battaglia del grano", il Regno d'Italia riuscì ad eliminare un deficit sulla bilancia commerciale di 5 miliardi di lire e a soddisfare quasi pienamente il suo fabbisogno di frumento, arrivando ad una produzione di 81 milioni di quintali. Nel frattempo si era reso necessario un piccolo quantitativo di frumento in più, per via dell'aumento della popolazione, ma le importazioni di frumento quello stesso anno furono di 1.464.968 tonnellate, decisamente in calo rispetto alle 2.241.913 tonnellate del 1925.

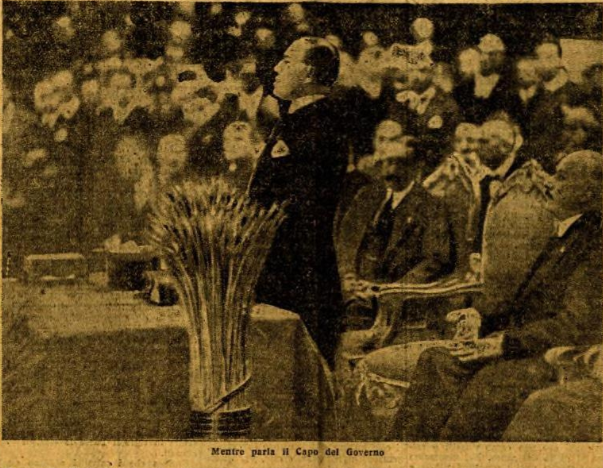
Mussolini premia i veliti della Battaglia del grano, 1926

La produttività per ettaro crebbe del 20% in media, soprattutto grazie all'aumento dell'uso di fertilizzanti. D'altra parte, l'espansione della cerealicoltura comportò un declino relativo delle produzione agricole più specializzate e a maggiore valore aggiunto.
Secondo l'economista Domenico Preti, la Battaglia del grano andrebbe inquadrata in una politica intesa ad operare una generalizzata compressione dei consumi primari, che venne realizzata sia riducendo nel corso del Ventennio il consumo pro-capite di grano degli italiani, sia peggiorando la loro dieta alimentare, lasciando cioè che i cereali (meno costosi di altri generi alimentari più ricchi come carne, latte, grassi, vino ecc.) andassero a coprire una quota più ampia del loro fabbisogno calorico e proteico. Secondo tale autore, si può sinteticamente definire come una politica alimentare destinata a fornire alla gran massa della popolazione calorie al più basso costo possibile, il che si tradusse in pratica in un grave scadimento dell'alimentazione delle larghe masse, soprattutto contadine.
Secondo uno studio pubblicato nel 2020, lo stimolo della Battaglia all'adozione dei concimi e dei perfezionamenti tecnici nella produzione di grano ebbe effetti inattesi. In particolare, inducendo un’accelerazione della transizione della forza lavoro dall’agricoltura all’industria, l'aumento di produttività agricola generato dalla Battaglia del Grano favorì lo sviluppo economico locale nel lungo periodo. Tali risultati sono in linea con altri studi che enfatizzano gli effetti positivi di politiche volte a migliorare la produttività agricola su industrializzazione e sviluppo economico.